# Mikst
Mikst (z ang. mixed doubles), także gra podwójna mieszana – rywalizacja, w której uczestniczą dwuosobowe zespoły złożone z kobiety i mężczyzny. Sporty, w których zawodnicy rywalizują w mikście, to tenis ziemny, tenis stołowy, teqball, badminton, pétanque, łucznictwo sportowe, pięciobój nowoczesny, siatkówka plażowa. 